# Vanikoro
Le isole Vanikoro (chiamate anche isole Vanikolo) sono un gruppo di isole, parte delle Isole di Santa Cruz, appartenenti a loro volta all'arcipelago di Salomone. L'isola maggiore è Banie, le altre isole sono Tevai, Manieve, Nomianu e Nanuga. Il punto più alto di queste isole è il monte Banie 923 m slm, sull'isola omonima.

## Storia
Sulle sue scogliere coralline nel 1788 naufragò il navigatore Jean-François de La Pérouse, ma solo trent'anni dopo furono ritrovati i resti del naufragio.
Emilio Salgari, nel terzo capitolo del romanzo d'avventura Un dramma nell'Oceano Pacifico, descrive l'isola come popolata dai più brutti e feroci abitanti delle isole Salomone e dediti all'antropofagia.
Nel famoso romanzo dello scrittore francese Jules Verne, intitolato "Ventimila leghe sotto i mari", gli avvenimenti del naufragio di La Pérouse vengono narrati dal protagonista Pietro Aronnax al capitano Nemo, mentre quest'ultimo gli rivela la verità sull'enigmatica sorte di La Pérouse stesso. Tutto ciò viene raccontato nel XIX capitolo del romanzo, intitolato per l'appunto "Vanikoro".